# Jayce Johnson
Jayce Johnson (Dana Point, California, 1 de agosto de 1997) es un baloncestista estadounidense que pertenece a la plantilla del Pallacanestro Trieste de la Lega Basket Serie A italiana. Con 2,13 metros de estatura, juega en la posición de pívot.

## Trayectoria deportiva

### Universidad
Jugó tres temporadas con los Utes de la Universidad de Utah, en las que promedió 5,5 puntos y 5,8 rebotes por partido. En mayo de 2019 fue transferido a los Golden Eagles de la Universidad Marquette, donde jugó una temporada más, en la que promedió 3,8 puntos y 5,7 rebotes por partido.

### Profesional
Tras no ser elegido en el Draft de la NBA de 2020, el 27 de julio fichó por el CSU Atlassib Sibiu de la Liga Națională rumana, donde jugó una temporada, en la que promedió 8,8 puntos y 8,8 rebotes por partido.
El 9 de agosto de 2021 firmó con el equipo japonés Gifu Swoops de la tercera división de la B.League. Jugó una temporada, promediando 16,6 puntos por partido.
En octubre de 2022 fue elegido en la novena posición de la segunda ronda del Draft de la NBA G League por los Santa Cruz Warriors.
El 28 de diciembre de 2023 es traspasado a los Motor City Cruise.
El 30 de julio de 2024 fichó por el Pallacanestro Trieste de la Lega Basket Serie A italiana.